# Hungría en los Juegos Olímpicos de Londres 1948
Hungría estuvo representada en los Juegos Olímpicos de Londres 1948 por un total de 129 deportistas que compitieron en 15 deportes.  
El portador de la bandera en la ceremonia de apertura fue el atleta Imre Németh.

## Medallistas
El equipo olímpico húngaro obtuvo las siguientes medallas:
| Nombre                                                                                         | Deporte            | Competición                    |
| ---------------------------------------------------------------------------------------------- | ------------------ | ------------------------------ |
| Oro                                                                                            |                    |                                |
| Imre Németh                                                                                    | Atletismo          | Martillo M                     |
| Olga Gyarmati                                                                                  | Atletismo          | Salto de longitud F            |
| Tibor Csík                                                                                     | Boxeo              | Gallo (54 kg) M                |
| László Papp                                                                                    | Boxeo              | Medio (73 kg) M                |
| Aladár Gerevich                                                                                | Esgrima            | Sable ind. M                   |
| Tibor Berczelly Aladár Gerevich Rudolf Kárpáti Pál Kovács Bertalan Papp László Rajcsányi       | Esgrima            | Sable por eqs. M               |
| Ilona Elek                                                                                     | Esgrima            | Florete ind. F                 |
| Ferenc Pataki                                                                                  | Gimnasia artística | Suelo M                        |
| Gyula Bóbis                                                                                    | Lucha libre        | +87 kg M                       |
| Károly Takács                                                                                  | Tiro               | Pistola rápida de fuego 25 m M |
| Plata                                                                                          |                    |                                |
| János Mogyorósy                                                                                | Gimnasia artística | Suelo M                        |
| Erzsébet Balázs Irén Karcsics Anna Fehér Erzsébet Köteles Olga Tass Edit Vásárhelyi Mária Kövi | Gimnasia artística | Concurso completo por eqs. F   |
| Miklós Szilvási                                                                                | Lucha grecorromana | 73 kg M                        |
| Géza Kádas György Mitró Imre Nyéki Elemér Szathmáry                                            | Natación           | 4 × 200 m libre M              |
| Equipo                                                                                         | Waterpolo          | Torneo M                       |
| Bronce                                                                                         |                    |                                |
| József Várszegi                                                                                | Atletismo          | Jabalina M                     |
| Lajos Maszlay                                                                                  | Esgrima            | Florete ind. M                 |
| Pál Kovács                                                                                     | Esgrima            | Sable ind. M                   |
| János Mogyorósy                                                                                | Gimnasia artística | Salto de potro M               |
| Ferenc Pataki                                                                                  | Gimnasia artística | Salto de potro M               |
| László Baranyai János Mogyorósy Ferenc Pataki Lajos Sántha Lajos Tóth Ferenc Várkői            | Gimnasia artística | Concurso completo por eqs. M   |
| Ferenc Tóth                                                                                    | Lucha grecorromana | 62 kg M                        |
| Károly Ferencz                                                                                 | Lucha grecorromana | 67 kg M                        |
| Géza Kádas                                                                                     | Natación           | 100 m libre M                  |
| György Mitró                                                                                   | Natación           | 1500 m libre M                 |
| Éva Novák                                                                                      | Natación           | 200 m braza F                  |
| Antal Szendey Róbert Zimonyi Béla Zsitnik                                                      | Remo               | Dos con timonel (M2+) M        |